# 中国四国百貨店協会
中国四国百貨店協会（ちゅうごくしこくひゃっかてんきょうかい）は、かつて存在した日本百貨店協会の地区協会。中国・四国地区の百貨店が加盟していた業界団体（任意団体）で、日本百貨店協会を上位団体としていた。岡山市に事務所を置いていた。
中国・四国地方の百貨店業の健全な発達を図り、もって消費者の利益に寄与することを目的としていた。

## 概要
かつて日本百貨店協会には、地区ブロックごとの「地区協会」と、戦前に六大都市と呼ばれた都市（東京、横浜、名古屋、京都、大阪、神戸）ごとに「都市百貨店協会」があった。しかし加盟店数の減少などから、運営の無駄を省くため時間をかけて統合が進められ、2010年（平成22年）に7地区協会を統合して地方分会とした。各地区協会事務所は閉鎖され、運営は日本百貨店協会本部に一元化されている。
加盟店は日本百貨店協会に加盟する店舗と、同協会の加盟基準を満たさない一部の店舗が混在していた。

## 加盟していた百貨店
★は統合前に閉店となった店舗、☆は統合後に閉店となった店舗、◆は統合後に開店・加入となった店舗。区分は閉店時または統合時におけるもの。
| 県   | 日本百貨店協会加盟 | 日本百貨店協会非加盟     |
| ---- | --- | ------------------------ |
| 鳥取 | - 丸由百貨店（鳥取市） - 米子しんまち天満屋（米子市） - ★米子大丸（米子市、上記店舗に移行） - 米子髙島屋 JU米子タカシマヤ（米子市） |                          |
| 島根 | - 一畑百貨店 - 松江本店（松江市） - ★出雲店（出雲市） |                          |
| 岡山 | - 岡山高島屋（岡山市北区） - 天満屋 - 岡山本店（岡山市北区） - 倉敷店（倉敷市） - 津山店（津山市） | - ★三越 倉敷店（倉敷市） |
| 広島 | - そごう・西武（旧そごう含む） - そごう広島店（広島市中区） - ☆そごう呉店（呉市） 2013年1月閉店 - ★福山そごう（福山市） - 福屋 - 八丁堀本店（広島市中区） - 広島駅前店（広島市南区） - 五日市福屋（広島市佐伯区） - 広島三越（広島市中区） - 尾道福屋（尾道市） - 天満屋 - ☆広島八丁堀店（広島市中区） 2012年3月に直営フロアを閉鎖し、専門店ビルに移行 - ☆アルパーク店（広島市西区） 2020年1月31日閉店 - 広島緑井店（広島市安佐南区） - 福山店（福山市） - 天満屋ポートプラザ店（福山市） - ★三原店（三原市） |                          |
| 山口 | - 下関大丸（下関市） 2020年3月に直営店化され、「大丸下関店」となった - ☆山口井筒屋 - 宇部店（宇部市） 右カテゴリーからの移行である 2018年末閉店 - 本店（山口市） - ★ちまきや（山口市、上記店舗に移行） - ☆近鉄松下百貨店（周南市） 2013年2月閉店 |                          |
| 徳島 | - そごう・西武 そごう徳島店（徳島市） 2020年8月31日閉店 - ★つぼみや百貨店（徳島市） - ★丸新（徳島市） |                          |
| 香川 | - ☆高松天満屋（高松市） - ★コトデンそごう（高松市、上記店舗に移行） - 高松三越（高松市） |                          |
| 愛媛 | - 伊予鉄髙島屋（松山市） 旧：いよてつそごう→伊予鉄百貨店（いずれも同一法人） - 松山三越（松山市） - ★今治大丸（今治市） - ★せとうち高島屋→★今治髙島屋（今治市、同一法人） - ★別子大丸 新居浜大丸（新居浜市） |                          |
| 高知 | - 高知大丸（高知市） - ★西武百貨店 高知西武（高知市） |                          |